# یواس‌اس ابینگو (وای‌تی‌ام-۴۹۳)
یواس‌اس ابینگو (وای‌تی‌ام-۴۹۳) (به انگلیسی: USS Abinago (YTM-493)) یک کشتی بود که طول آن ۱۰۰ فوت (۳۰ متر) بود. این کشتی در سال ۱۹۴۴ ساخته شد.